# Calea ternifolia
Calea ternifolia (syn. Calea zacatechichi) – gatunek rośliny wieloletniej z rodziny astrowatych. Występuje w niektórych rejonach Meksyku oraz Ameryki Środkowej. 
Nazwa gatunkowa zacatechichi to zhiszpanizowana wersja nazwy tej rośliny w języku Nahuatl zacatl chichic oznaczającej „gorzką trawę”.

## Zastosowanie
W Meksyku roślina używana jako lekarstwo ziołowe na dyzenterie i gorączkę. Lud Zoque Popoluca  nazywa roślinę tam huñi („gorzka guma”) i używa do leczenia biegunki i astmy, zaś u ludu Mixe roślina jest znana jako  poop taam ujts („gorzkie białe ziele”) i używane przy bólach brzucha i gorączce.
Lud Chontal z Oaxaca używa tej rośliny lokalnie jako thle-pela-kano podczas wróżenia. Różne raporty opisują palenie rośliny, picie jej jako napar i umieszczanie pod poduszką, by wywołać świadome lub prorocze sny, dzięki jej oneirogenicznym właściwościom. Roślina ma pomagać zapamiętywać sny znane efekty uboczne obejmują mdłości i wymioty powodowane smakiem i stany alergiczne od łagodnych po poważne.

## Status prawny w Polsce
Na mocy nowelizacji z dnia 20 marca 2009 r. ustawy o przeciwdziałaniu narkomanii w Polsce posiadanie roślin żywych, suszu, nasion, wyciągów oraz ekstraktów z tego gatunku jest od 5 maja 2009 r. nielegalne.

## Nefrotoksyczność
Jedno z badań sugeruje, że zioło może mieć właściwości toksyczne wobec nerek.